# Vladimír Bauer
Vladimír Bauer (* 3. März 1925 in Pilsen; † April 1991) war ein tschechischer Bühnen- und Konzertsänger in der Stimmlage Bariton.

## Leben
Bauer war ab 1956 Mitglied des Janáček-Theaters in Brünn. 1959 wechselte er an die Komische Oper Berlin. Bekannt wurde er vor allem mit Partien aus den Werken von Jacques Offenbach, Giacomo Puccini und Giuseppe Verdi. Darüber hinaus engagierte er sich auch für die Interpretation zeitgenössischer Werke.